# Plattling
Plattling est une ville de Bavière (Allemagne), située dans l'arrondissement de Deggendorf, dans le district de Basse-Bavière.